# Khamistibas
El Khamistibas (kazakh: Қамыстыбас көлі) és un gran llac d'aigua salada a la Província de Khizilordà, Kazakhstan. Al sud-oest, a través del canal comunica amb el llac Laikol.
El nivell d'aigua del llac sovint fluctua i, per tant, la seva salinitat és molt variable, i depèn del règim hidrològic del Sirdarià. La superfície mitjana del llac és de 176 km² (a la primavera augmenta a 213 km²) i una profunditat màxima de 9,5 metres. És el llac més gran de la conca del Sirdarià. El llac s'estén des del sud-oest a nord-est. Es troba a la part nord del delta del Sirdarià, a la qual està connectat per un estret a la part sud-oest del llac. En el moment de la inundació i el consegüent augment en el nivell del Sirdarià a causa de l'obstrucció del flux de talls de ruta de gel a l'aigua desemboca en el llac. Al llarg de la riba occidental del llac, hi passa una carretera i un ferrocarril entre les ciutats d'Aralsk i Novokazali.